# めんつゆひとり飯
『めんつゆひとり飯』（めんつゆひとりめし）は、 瀬戸口みづきによる4コマ漫画。『まんがライフ』（竹書房）にて、2017年2月号から2022年9月号まで掲載され、同誌の休刊に伴い、電子書籍配信サイト『エッセイささくれーる』（竹書房とイーブックイニシアティブジャパンの共同レーベル）に移籍し、2022年9月6日から連載。2024年9月に『エッセイささくれーる』から『まんがライフオリジナル』に移籍が発表され、2024年11月11日発売の12月号より連載開始。
2021年4月27日には本作の描きおろしのエピソードなどが掲載された『まんがライフセレクション めんつゆひとり飯増刊号』が同社より発売された。
面倒くさがりな独身OLが、「めんつゆ」を使用した最強時短レシピ（ズボラ飯）を開発する物語。
2023年4月期にBS松竹東急の「土曜ドラマ」枠でテレビドラマ化された。
2024年10月期に同局の水曜ドラマ23枠でテレビドラマの続編が放送された。

## 登場人物
面堂 露（めんどう つゆ）
めんどくさがりな独身OL。大雑把な性格だが「めんつゆ」を使用した最強時短レシピ（ズボラ飯）を要領良く開発する。太りやすい体質で、体型維持のために自炊を行うようになった。
ズボラに対する罪悪感を具現化した「心の十越さん」がおり、めんつゆ料理にツッコミを入れてくる。
十越 いりこ（とごし いりこ）
露と同期の社長秘書。既婚者。旧姓：本出（ほんで）。
几帳面な性格で、料理に手間をかけるのが大好き。露とは正反対の性格だがとても仲がよく、ズボラ料理にツッコミつつも要領の良さに感心しており「心の面堂さん」がいる。
保ヶ辺 勉（ほかべ つとむ）
露の上司で、役職は主任。炭水化物と脂質の摂取に命を懸ける男性。昔はスリムなイケメンだったが、交際相手とのトラブルによる傷心から食に走るようになり、現在の太った体型となった。身体の代謝は高く、その気になれば数日のジム通いで昔の体型に戻ることは可能。部下である露からはタメ口で会話されている。
心の中は基本的に自分自身しかいない。たまに舞の姿をした「健康診断を気にする心」が現れるが、その声が食卓に反映されることはない。
白田 舞（しろた まい）
露の同僚。保ヶ辺に恋をしておりヤンデレ気質。保ヶ辺の周りにいる女性をまとめた「女狐リスト」を作成している。少食でサッパリ系が好みだが、保ヶ辺の気を引くため大食いでコッテリ系好みの振りをしている。
本栖 ゆずな（もとす ゆずな）
舞と同期のギャル系の女性。料理上手でポン酢を使用した料理をよく作る。ギャル気質な性格が災いして長らく舞とは疎遠が続いていたが、露を介して元の親友関係へと戻った。大学生の妹と高校生の弟がいる。
屋良内 南藻（やらない みなも）
露たちが勤務する会社の女性社長。一見すると寡黙で落ち着いた女性だが実は極度の口下手で、いりこによるフォロー（通訳）を必要とする程度の口数しか話さない。しかしSNSでは、普段の口下手ぶりから一変して気さくな口調に変わる。3代目社長のお嬢様で、子供の頃はジャンクフードなどは禁止されていたが、その反動で庶民的な物が大好き。露に簡単なめんつゆレシピを教えてもらったのを切っ掛けに露を気に入っており、様々な事に露を付き合わせる。自由気ままで、図太い性格。
面堂 草子（めんどう そうこ）
露の姉で、歯科衛生士。良き姉として見てもらいたいという見栄から露の前ではしっかり者を装っているが実は隠れズボラで、食事はコンビニ飯や冷凍食品で済ませている。料理に関しては簡単なものでも四苦八苦するレベル。妹の要領の良さには、強いコンプレックスを抱いている。
本出 克雄（ほんで かつお）
いりこの弟。大学生で現在就活中。重度のシスコン。
イケメンで姉と同じく几帳面な性格で料理上手。女性にはモテるが、主にシスコンが原因で無神経な発言をしてしまうためすぐフラれてしまう。露のことは「めんつゆ女」呼ばわりしており、めんつゆ料理には姉以上に反発しつつも、帰宅後に自分で作ってしまう。
麻世(まよ)
草子の同僚。草子によく簡単レシピを教えてあげているる。おっとりとした口調に反して料理は豪快で、草子に対する説明も抽象的で景にフォローして貰っている。子供の扱いに長けており草子の職場ではその道のプロとして重宝されている。
景(けい)
草子の同僚。草子や麻世に対するツッコミ役だが、よく草子のことをいじって遊んでいる。
保ヶ辺 乃莉(ほかべ のり)
保ヶ辺の従妹。スポーツジムのインストラクター。
スリム体系の筋肉美女で、自信満々にふるまっているが実際は超ネガティブ思考。気分の浮き沈みが極端で、保ヶ辺が舞の対応に手慣れているのは乃莉との付き合いで耐性があるからだと露は推測している。
鳴門 せあら（なると せあら）
露のお隣さん。露の父の部下。
ラーメンが大好きで、店の食べ歩きだけでなくスープや具を自作した自家製ラーメンを作っている。

## 書誌情報
- 瀬戸口みづき 『めんつゆひとり飯』 竹書房〈バンブーコミックス〉、既刊8巻（2024年11月14日時点）
  1. 2018年09月18日発売[11]、ISBN 978-4-8019-6384-9
  2. 2019年06月27日発売[12]、ISBN 978-4-8019-6657-4
  3. 2020年06月27日発売[13][14]、ISBN 978-4-8019-6980-3
  4. 2021年06月28日発売[15][16]、ISBN 978-4-8019-7329-9
  5. 2022年06月27日発売[17]、ISBN 978-4-8019-7656-6
  6. 2023年04月27日発売[18]、ISBN 978-4-8019-8054-9
  7. 2024年03月27日発売[19]、ISBN 978-4-8019-8278-9
  8. 2024年11月14日発売[20]、ISBN 978-4-8019-8480-6

- 瀬戸口みづき 『めんつゆひとり飯 特盛』 竹書房〈バンブーコミックス〉、既刊2巻（2023年4月1日時点）
  1. 2022年05月26日発売[21]、ISBN 978-4-8019-7702-0
  2. 2023年04月01日発売[22]、ISBN 978-4-8019-7716-7

## テレビドラマ
2023年4月1日から6月24日まで、BS松竹東急の「土曜ドラマ」枠にて放送された。主演は鞘師里保。
1話2本立ての構成で、ドラマの最後にその放送回で登場した、めんつゆ飯のレシピが紹介される。
水産加工メーカーのにんべんが番組スポンサーにつき、作中に提供した主力商品「つゆの素」が実名で登場する。
主題歌「as is」に合わせて、エンディングに出演者全員でダンスを踊る。
「心の十越さん」「心の面堂さん」は、原作では基本的に首元から上だけ（稀に上半身の場合もあり）が出現するのに対し、ドラマ版では全身が出現するように変更されている。露がめんつゆ料理を閃いた際、めんつゆボトルに囲まれた真っ白な空間で露が口上を述べる演出が毎回挿入される。第6話その1では、心の十越さんを召喚する目的で同シーンが使用された。
本作は、BS松竹東急開局の翌月、2022年4月期から続いていた「土曜ドラマ」枠の第1期最終作となった。
2024年10月2日から12月25日まで、続編となる『めんつゆひとり飯2』が同局のドラマ枠「水曜ドラマ23」枠にて放送された。
続編でも引き続きにんべんが番組スポンサーにつき、作中に提供した主力商品「つゆの素ゴールド」が実名で登場する。
本項では便宜上、第1作をS1、続編をS2の略称で表記する。

### キャスト

#### 主要人物
面堂露（めんどう つゆ）
演 - 鞘師里保
めんどくさがりな経理部の独身OL。「めんつゆ」を使用した最強時短レシピ（ズボラ飯）を開発する。

#### 通販会社YARANAI
露たちが勤務する通販会社。
十越いりこ（とごし いりこ）
演 - 山口まゆ
社長秘書。露と同期。料理に妥協を許さない。旧姓：本出（ほんで）
楽して料理する露の心の背徳感として、彼女の前に幻影が3Dで現れる。
保ヶ辺勉（ほかべ つとむ）
演 - 加治将樹（痩身時：小澤明弘）
経理部・主任。炭水化物と脂質の摂取に命を懸ける男性。
仕事に集中するとカロリーが消費され、痩身のイケメンに容姿が変わる。
撮影では、腹にシリコンを巻くなど原作の体型再現に注意が払われている。
白田舞（しろた まい）
演 - 岡本夏美（S1） / 三原羽衣（S2）
経理部。保ヶ辺に恋をしており、彼に近づく女たちをリストアップした「女狐リスト」を常に持ち歩いている。本来は小食だが、保ヶ辺の気を引くために無理して大食いのフリをしている。。
本栖ゆずな（もとす ゆずな）
演 - 桃月なしこ（S2）
広報室の社員。舞と同期。見た目はギャル系だが実は真面目な性格で妹思い。ポン酢を使った料理が得意で、露にもポン酢を勧める。
屋良内南藻（やらない みなも）
演 - ふせえり
社長。口数が少なく、意思疎通にはいりこの通訳が必要。3代目社長でお嬢様育ち。

#### その他
いりこの夫
演 - 守山龍之介（S1）
本出克雄（ほんで かつお）
演 - ゆうたろう（S2）
いりこの弟。就活中の大学生。シスコン。
面堂草子（めんどう そうこ）
演 - 筧美和子（S2）
露の実姉。

#### ゲスト（S1）

##### 第3話（S1）
同僚社員
演 - 今村幸代、片山美南
通販会社YARANAIの露たちの同僚社員。

##### 第7話（S1）
同僚社員
演 - 井土依吹
通販会社YARANAIの露たちの同僚社員。瘦身になった保ヶ辺に気付かず、あのイケメンは誰と噂する。

##### 第8話（S1）
HIRO、TAKA、MASA
声 - 曽我廼家桃太郎、和泉大輔、寺方健将
「YARANAI同期会」→「十越さんを見守る会」のSNSのチャットルームで、いりこについて露とチャットトークを繰り広げる。

##### 最終話（S1）
保ヶ辺乃莉（ほかべ のり）
演 - 橋本マナミ
保ケ辺勉の従妹。フィットネスジムに勤める筋肉美女。
笹暮雫（ささくれ しずく）
演 - 瀬戸口みづき（カメオ出演）
YARANAIの社員。露たちが持ち寄ったお弁当のおっそわけをもらう。

#### ゲスト（S2）

##### 第3話（S2）
面接官
演 - ダンディ坂野（第12話）
YARANAIの会社役員。社長と共に就活生の露といりこを面接する。第12話では本出克雄を面接する。
面接官
演 - 松本実（12話）

##### 第7話（S2）
景（けい）
声 - 安藤なつ（メイプル超合金）
草子の同僚。隠れズボラ女子の草子をイジる。
チャットのアイコンがケチャップ。
麻世（まよ）
声 - 鳥居みゆき
草子の同僚。料理ができない草子を優しく見守り、誰でも作れる簡単レシピを教えてあげる。
チャットのアイコンがマヨネーズ。

##### 第10話（S2）
保ヶ辺乃莉（ほかべ のり）
演 - 橋本マナミ
保ケ辺勉の従妹。保ケ辺の失恋話の回想シーンに登場。

### スタッフ
- 原作 - 瀬戸口みづき『めんつゆひとり飯』（竹書房）[34]
- 脚本 - 遠山絵梨香[34]、阿部沙耶佳[34]、伊藤崇[34]、林田麻美[34]
- 監督
  - S1 - 瀬野尾一[34]、大脇邦彦[34]、井田純朋[34]
  - S2 - 瀬野尾一、頃安祐良
- 音楽 - sorumayo[35]（Shake：The Screen Tones[36]）
- 主題歌
  - S1 - NAO AIHARA「as is」（avex trax）[35]
  - S2 - きしもとしおり「Spark!」（Cozy music / avex creators labo "muchoo"）[37]
- フードコーディネーター
  - S1 - 境那千子
  - S2 - 片山彩
- EDダンス振り付け
  - S1 - 舞木ひと美[38]
  - S2 - NOSUKE[39]
- プロデューサー
  - S1 - 佐々木淳一（BS松竹東急）[34]、渡邊竜（松竹）[34]
  - S2 - 佐々木淳一（BS松竹東急）、渡邊竜（松竹）、勝木孝（松竹）
- 制作協力
  - S1 - 松竹撮影所京都スタジオ、元気な事務所
  - S2 - BS松竹東急
- 製作著作 - BS松竹東急、松竹

### 放送日程
| 話数   | 放送日         | サブタイトル                                    | 脚本       | 監督     |
| ------ | -------------- | ----------------------------------------------- | ---------- | -------- |
| 第1話  | 2023年04月01日 | めんつゆ飯 その1 和風パスタ                     | 遠山絵梨香 | 瀬野尾一 |
| 第1話  | 2023年04月01日 | めんつゆ飯 その2 サンドイッチ                   | 遠山絵梨香 | 瀬野尾一 |
| 第2話  | 04月08日       | めんつゆ飯 その1 卵しらす丼                     | 遠山絵梨香 | 瀬野尾一 |
| 第2話  | 04月08日       | めんつゆ飯 その2 チーズのめんつゆ漬け           | 遠山絵梨香 | 瀬野尾一 |
| 第3話  | 04月15日       | めんつゆ飯 その1 ミルクスープ                   | 阿部沙耶佳 | 大脇邦彦 |
| 第3話  | 04月15日       | めんつゆ飯 その2 めんつゆバター                 | 阿部沙耶佳 | 大脇邦彦 |
| 第4話  | 04月22日       | めんつゆ飯 その1 パイナップル入り酢豚           | 伊藤崇     | 大脇邦彦 |
| 第4話  | 04月22日       | めんつゆ飯 その2 チーズリゾット                 | 伊藤崇     | 大脇邦彦 |
| 第5話  | 04月29日       | めんつゆ飯 その1 三色弁当                       | 林田麻美   | 瀬野尾一 |
| 第5話  | 04月29日       | めんつゆ飯 その2 カレーうどん                   | 林田麻美   | 瀬野尾一 |
| 第6話  | 05月06日       | めんつゆ飯 その1 みぞれ粥                       | 遠山絵梨香 | 瀬野尾一 |
| 第6話  | 05月06日       | めんつゆ飯 その2 豚バラニンニク味噌漬け         | 遠山絵梨香 | 瀬野尾一 |
| 第7話  | 05月13日       | めんつゆ飯 その1 大学芋                         | 阿部沙耶佳 | 大脇邦彦 |
| 第7話  | 05月13日       | めんつゆ飯 その2 めんつゆアフォガート           | 阿部沙耶佳 | 大脇邦彦 |
| 第8話  | 05月20日       | めんつゆ飯 その1 煮魚                           | 伊藤崇     | 大脇邦彦 |
| 第8話  | 05月20日       | めんつゆ飯 その2 和風パエリア                   | 伊藤崇     | 大脇邦彦 |
| 第9話  | 05月27日       | めんつゆ飯 その1 大根もち                       | 遠山絵梨香 | 井田純朋 |
| 第9話  | 05月27日       | めんつゆ飯 その2 アヒージョ                     | 遠山絵梨香 | 井田純朋 |
| 第10話 | 06月03日       | めんつゆ飯 その1 ジャージャー麺                 | 阿部沙耶佳 | 大脇邦彦 |
| 第10話 | 06月03日       | めんつゆ飯 その2 漬けマグロの手こね寿司         | 阿部沙耶佳 | 大脇邦彦 |
| 第11話 | 06月10日       | めんつゆ飯 その1 夏野菜のめんつゆマリネ         | 阿部沙耶佳 | 瀬野尾一 |
| 第11話 | 06月10日       | めんつゆ飯 その2 大人様ランチ                   | 阿部沙耶佳 | 瀬野尾一 |
| 第12話 | 06月17日       | めんつゆ飯 その1 キャベツがやばい〜無限納豆編〜 | 遠山絵梨香 | 瀬野尾一 |
| 第12話 | 06月17日       | めんつゆ飯 その2 ナスの蒲焼丼                   | 遠山絵梨香 | 瀬野尾一 |
| 最終話 | 06月24日       | めんつゆ飯 その1 胡麻ダレガーリック鶏丼         | 遠山絵梨香 | 瀬野尾一 |
| 最終話 | 06月24日       | めんつゆ飯 その2 大根と鶏のピリ辛そぼろ         | 遠山絵梨香 | 瀬野尾一 |

| 話数   | 放送日         | サブタイトル                                            | 脚本       | 監督     |
| ------ | -------------- | ------------------------------------------------------- | ---------- | -------- |
| 第1話  | 2024年10月02日 | めんつゆ飯 その1 レンチン卵焼き                         | 遠山絵梨香 | 瀬野尾一 |
| 第1話  | 2024年10月02日 | めんつゆ飯 その2 肉かす豆腐丼                           | 遠山絵梨香 | 瀬野尾一 |
| 第2話  | 10月09日       | めんつゆ飯 その1 ぽん酢でさっぱり親子丼                 | 遠山絵梨香 | 瀬野尾一 |
| 第2話  | 10月09日       | めんつゆ飯 その2 いか大根                               | 遠山絵梨香 | 瀬野尾一 |
| 第3話  | 10月16日       | めんつゆ飯 その1 エビとほうれん草の和風マカロニグラタン | 阿部沙耶佳 | 瀬野尾一 |
| 第3話  | 10月16日       | めんつゆ飯 その2 みたらしもち                           | 阿部沙耶佳 | 瀬野尾一 |
| 第4話  | 10月23日       | めんつゆ飯 その1 肉のピーマン詰め                       | 伊藤崇     | 瀬野尾一 |
| 第4話  | 10月23日       | めんつゆ飯 その2 魔王のおにぎり                         | 伊藤崇     | 瀬野尾一 |
| 第5話  | 10月30日       | めんつゆ飯 その1 アボカド湯葉                           | 林田麻美   | 頃安祐良 |
| 第5話  | 10月30日       | めんつゆ飯 その2 帆立の炊き込みごはん                   | 林田麻美   | 頃安祐良 |
| 第6話  | 11月06日       | めんつゆ飯 その1 蓮根と牛肉の土鍋ごはん                 | 伊藤崇     | 頃安祐良 |
| 第6話  | 11月06日       | めんつゆ飯 その2 めんつゆゴーヤチャンプル               | 伊藤崇     | 頃安祐良 |
| 第7話  | 11月13日       | めんつゆ飯 その1 さつまいもハニークリーム               | 阿部沙耶佳 | 頃安祐良 |
| 第7話  | 11月13日       | めんつゆ飯 その2 しらすと桜エビの和風パスタ             | 阿部沙耶佳 | 頃安祐良 |
| 第8話  | 11月20日       | めんつゆ飯 その1 ズボラ鍋                               | 遠山絵梨香 | 頃安祐良 |
| 第8話  | 11月20日       | めんつゆ飯 その2 カニカマ天津飯                         | 遠山絵梨香 | 頃安祐良 |
| 第9話  | 11月27日       | めんつゆ飯 その1 オクラとはんぺんのコーンマヨサラダ     | 遠山絵梨香 | 頃安祐良 |
| 第9話  | 11月27日       | めんつゆ飯 その2 豚こまときのこのオイスターめんつゆ鍋   | 遠山絵梨香 | 頃安祐良 |
| 第10話 | 12月04日       | めんつゆ飯 その1 レンチンおかき                         | 遠山絵梨香 | 頃安祐良 |
| 第10話 | 12月04日       | めんつゆ飯 その2 しらたらこ                             | 遠山絵梨香 | 頃安祐良 |
| 第11話 | 12月11日       | めんつゆ飯 その1 本格っぽいお吸い物                     | 遠山絵梨香 | 頃安祐良 |
| 第11話 | 12月11日       | めんつゆ飯 その2 おでんの厚揚げ卵とじ丼                 | 遠山絵梨香 | 頃安祐良 |
| 第12話 | 12月18日       | めんつゆ飯 その1 超簡単カツ丼                           | 遠山絵梨香 | 瀬野尾一 |
| 第12話 | 12月18日       | めんつゆ飯 その2 和風餅ピザ                             | 遠山絵梨香 | 瀬野尾一 |
| 最終話 | 12月25日       | めんつゆ飯 その1 蓮根入り鶏つくね                       | 遠山絵梨香 | 瀬野尾一 |
| 最終話 | 12月25日       | めんつゆ飯 その2 コンクリ鍋                             | 遠山絵梨香 | 瀬野尾一 |

| BS松竹東急 土曜ドラマ                                        | BS松竹東急 土曜ドラマ                                                                      | BS松竹東急 土曜ドラマ                                      |
| 前番組                                                       | 番組名                                                                                     | 次番組                                                     |
| ------------------------------------------------------------ | ------------------------------------------------------------------------------------------ | ---------------------------------------------------------- |
| かりあげクン （2023年1月7日 - 3月25日）                      | めんつゆひとり飯 （2023年4月1日 - 6月24日） 【次作までの間、地上波テレビドラマの再放送枠】 | 商店街のピアニスト 永遠の調べ （2023年10月7日 - 12月23日） |
| BS松竹東急 水曜ドラマ23                                      |                                                                                            |                                                            |
| À Table! 〜ノスタルジックな休日〜 （2024年7月3日 - 9月25日） | めんつゆひとり飯2 （2024年10月2日 - 12月25日）                                             | うちの会社の小さい先輩の話 （2025年1月15日 - 3月26日）     |